# Stanisławów (gromada w powiecie biłgorajskim)
Stanisławów – dawna gromada, czyli najmniejsza jednostka podziału terytorialnego Polskiej Rzeczypospolitej Ludowej w latach 1954–1972.
Gromady, z gromadzkimi radami narodowymi (GRN) jako organami władzy najniższego stopnia na wsi, funkcjonowały od reformy reorganizującej administrację wiejską przeprowadzonej jesienią 1954 do momentu ich zniesienia z dniem 1 stycznia 1973, tym samym wypierając organizację gminną w latach 1954–1972.
Gromadę Stanisławów z siedzibą GRN w Stanisławowie utworzono – jako jedną z 8759 gromad na obszarze Polski – w powiecie biłgorajskim w woj. lubelskim na mocy uchwały nr 5 WRN w Lublinie z dnia 5 października 1954. W skład jednostki wszedł obszar dotychczasowej gromady Stanisławów ze zniesionej gminy Aleksandrów w powiecie biłgorajskim oraz obszar dotychczasowej gromady Górniki ze zniesionej gminy Krasnobród w powiecie zamojskim w tymże województwie. Dla gromady ustalono 14 członków gromadzkiej rady narodowej.
29 lutego 1956 do gromady Stanisławów włączono kolonię Czarny Las z gromady Majdan Sopocki w powiecie tomaszowskim w tymże województwie.
1 stycznia 1960 gromadę zniesiono, włączając jej obszar do gromady Józefów w tymże powiecie.